# Milan Laluha
Milan Laluha (11. listopadu 1930 Tekovské Lužany – 10. listopadu 2013 Bratislava) byl slovenský malíř.

## Život
Vystudoval v letech 1950 až 1955 malbu na Vysoké škole výtvarných umění v Bratislavě pod vedením Ľudovíta Fully, Ernesta Zmetáka, Bedřicha Hoffstädtera a Dezidera Millyho. K prvním svým pracím Laluhu inspirovaly věci každodenní potřeby, blízcí lidé a motivy z přírody. Zabýval se i tématem domova, jež ho zařadilo do Skupiny Mikuláše Galandy. Ve své tvorbě během padesátých a šedesátých let 20. století maloval krajinné a figurální motivy. Postupně se začaly motivy obrazů opakovat například Tetka, Hrabáčka a Traja chlapi. V zobrazování krajiny používal jednoduchou kompozici s charakteristickou monumentálností, přičemž často se na těchto obrazech vyskytuje motiv stromu. Zemřel den před svými 83. narozeninami.
Je zastoupen ve sbírkách především slovenských institucí:
- Slovenská národní galerie
- Galerie města Bratislavy
- Galerie M. A. Bazovského v Trenčíně (Galerie Miloše Alexandra Bazovského v Trenčíně)
- Státní galerie v Banské Bystrici
- Státní galerie v Nitře
- Východoslovenská galerie v Košicích
- Slovenské národní muzeum v Martině